# Trichophora tegulata
Trichophora tegulata là một loài ruồi trong họ Tachinidae.